# Adil Bekmuratow
Adil Bekmuratow (kirgisisch Адил Бекмуратов; * 19. November 2001) ist ein kirgisischer Eishockeyspieler, der bei Keneschskie Piloti Kenesch in der kirgisischen Eishockeyliga spielte. Derzeit ist er vereinslos.

## Karriere
Adil Bekmuratow spielte seit Beginn seiner Karriere bei Keneschskie Piloti Kenesch in der kirgisischen Liga. 2018 wurde er zum besten Stürmer der Liga gewählt. In der Spielzeit 2022/23 ist er vereinslos.

### International
Im Juniorenbereich spielte Bekmuratow beim IIHF U20 Challenge Cup of Asia 2018 und 2019, wo er jeweils mit seinem Team die Silbermedaille gewann.
Für die Herren-Auswahl Kirgisistans nahm Bekmuratow erstmals an der Weltmeisterschaft der Division III 2023, als der Aufstieg von der B- in die A-Gruppe gelang, teil. Dort spielte er dann bei der Weltmeisterschaft 2024. Zudem vertrat er seine Farben bei den Winter-Asienspielen 2025.

## Erfolge und Auszeichnungen
- 2018 Bester Stürmer der kirgisischen Eishockeyliga
- 2018 Silbermedaille beim IIHF U20 Challenge Cup of Asia
- 2019 Silbermedaille beim IIHF U20 Challenge Cup of Asia
- 2023 Aufstieg in die Division III, Gruppe A, bei der Weltmeisterschaft der Division III, Gruppe B